# Halle Open 1998
L'Halle Open 1998 è stato un torneo di tennis giocato sull'erba.
È stata la 6ª edizione dell'Halle Open, che faceva parte della categoria International Series nell'ambito dell'ATP Tour 1998.
Si è giocato al Gerry Weber Stadion di Halle in Germania, dall'8 al 15 giugno 1998.

## Campioni

### Singolare
Evgenij Kafel'nikov ha battuto in finale  Magnus Larsson con il punteggio di 6–4, 6–4

### Doppio
Ellis Ferreira /  Rick Leach hanno battuto in finale  John-Laffnie de Jager /  Marc-Kevin Goellner con il punteggio di 4–6, 6–4, 7–6